# Vltavský z Mannsschwerdtu
Vltavští z Mannsschwerdtu, též Vltavští z Manšvertu (z Manšvertu a Helfenburku) byla česká rytířská rodina pocházející z Týna nad Vltavou. Vymřela roku 1726.

## Počátky rodu
Rod Vltavských pocházel z Týna nad Vltavou, královské državě, které se až do roku 1601 nacházela jako zástava v rukou rodu Čabelických ze Soutic. Rodina je zde připomínána již po polovině 16. století, kdy zde Albrecht vykonávat řeznické řemeslo. Jeho syn Václav Albrecht se stal primátorem a ve městě žil i jeho syn Jakub Vltavský řečený též Albrechtů či Flekmas († 1653), který zdejší měšťanské právo získal roku 1628. Rodina musela být katolická, nebo ke katolictví konvertovala, protože v důsledku Obnoveného zřízení zemského nebylo možné, aby v zemi žili nekatolíci a dokonce zde získávali městská práva.

## Povýšení do šlechtického stavu
Jakub Vltavský († 1653) měl s manželkou Dorotou několik dětí a mezi nimi také syna Václava Albrechta († 1669). Datum jeho narození není známé, ale roku 1633 přišel do Prahy, kde se oženil s Lidmilou, vdovou po Janu Khelblovi Píseckém. Manželskou dohodou ze 14. prosince 1633 získal část domu na Novém Městě pražském ve čtvrti sv. Petra čp. 1017 v ceně nejméně 1250 kop míšeňských a zbylou koupil roku 1641 za 300 zlatých. Někdy poté získal (pravděpodobně od některého z palatinů) přídomek ze Schlangenfeldu a erb, jehož podobu bohužel neznáme. V roce 1640 se stal měšťanem Nového Města pražského. Postupně získal nemalý majetek: v novoměstské čtvrti sv. Jindřicha vlastnil dům čp. 814/b U Patyanů, k němuž roku 1643 za 90 zlatých přikoupil spáleniště, na kterém stával výstavný dům 814/a U Krkavců (jeho cena roku 1630 byla 1000 kop míšeňských).
Roku 1648 zastával úřad novoměstského obecního staršího a také úřad kasíra vrchního proviantního úřadu. Při obraně Prahy před Švédy roku 1648 byl hejtmanem druhé setniny řemeslníků a staral se i o zásobování obležených měst dřívím a vápnem, nezbytnými ke zpevnění pražských hradeb a šancí. Podle dochovaných zpráv bojoval velmi statečně a vyznamenal se zejména u Koňské brány. Od účasti v bojích se prý nedal odradit ani tím, že jeden z jeho domů (zřejmě vyženěný dům čp. 1017) i s celým zařízením byl nepřátelskou střelbou zcela zničen.
Za svou statečnost a uvedené zásluhy byl Václav Albrecht Vltavský ze Schlangenfeldu 8. prosince 1649 povýšen do rytířského stavu s novým predikátem z Mannsschwertu und Helfenburgu (von Mannsschwerdt und Helfenburg). Později z městských služeb odešel, získal český inkolát a roku 1652 koupil statky Šlibovice (dnes Slibovice) a Výkleky a roku 1670 získal panství Suchdol na Čáslavsku. Roku 1654 je připomínán jako hejtman komorních panství Poděbrady a Kolín. Zemřel roku 1669.

## Další vývoj rodu

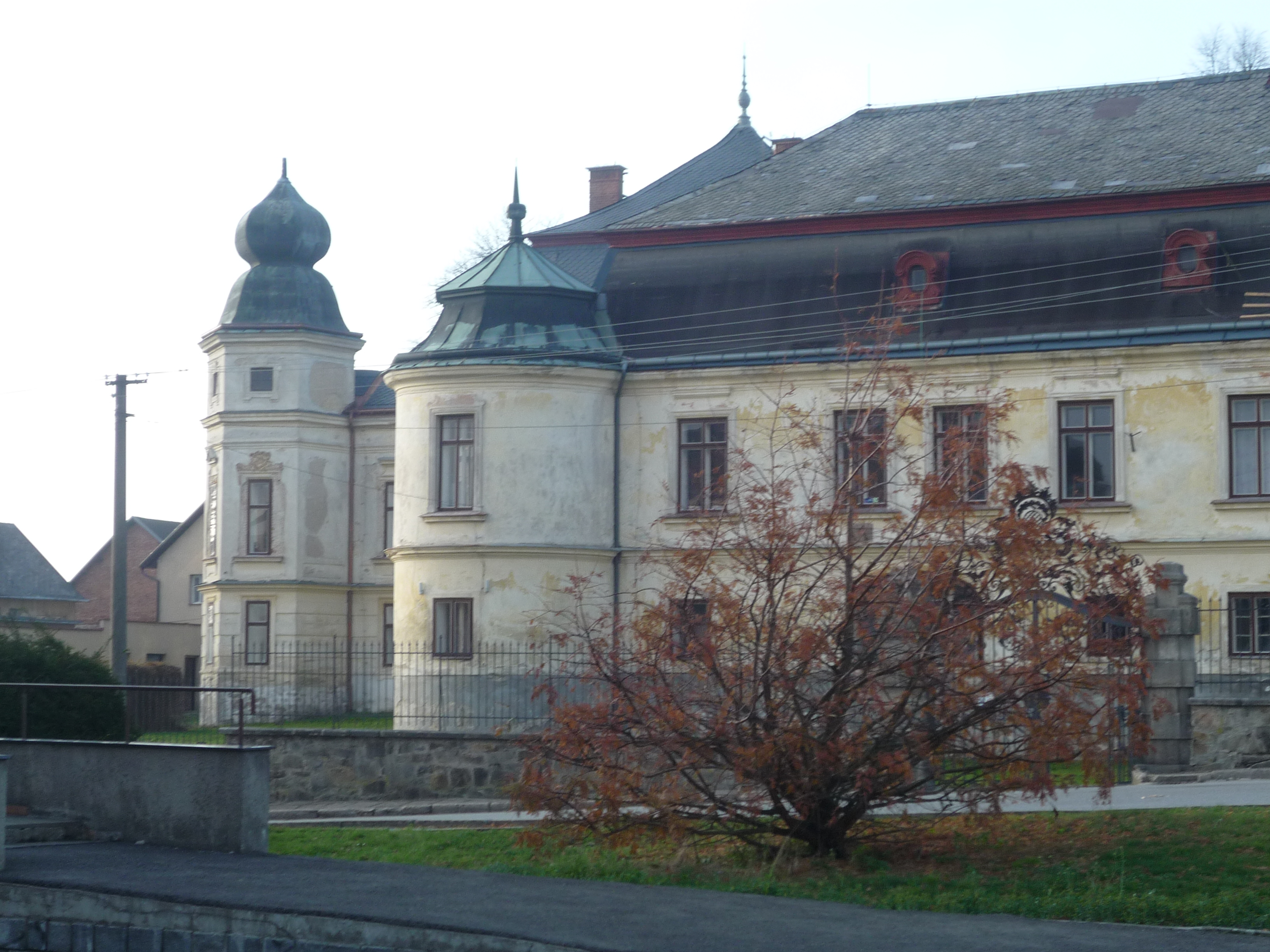
Zámek Větrný Jeníkov

Synové Václava Albrechta Vltavského z Mannsschwertu und Helfenburgu založili dvě větve rodu. Mladší syn Václav Matyáš († 1693) absolvoval na pražské univerzitě studium filozofie a práv. Po otci zdědil Šlibovice, ke kterým později připojil Výkleky, koupené od bratra Jana Ignáce. Obou statků se však zbavil a roku 1674 koupil panství Vesec. Měl jediného syna Františka Václava (zřejmě 1664–1724), který Vesec roku 1697 prodal bratranci Františku Oldřichovi a zemřel bezdětný.
Starší větev pocházela od Jana Ignáce († 1687), jenž z otcova dědictví získal Výkleky, které prodal bratrovi. V roce 1671 však koupil Ronov nad Doubravou (prodán 1678) a roku 1678 Větrný Jeníkov. Poprvé se roku 1660 oženil s Kateřinou Doroteou Dobřenskou z Dobřenic, po níž roku 1666 zdědil statek Suchý Důl. Jeho druhou manželkou byla Kateřina Františka Chlumčanská z Přestavlk. Ze dvou manželství měl dceru Johannu Josefu, která se provdala za Karla Ferdinanda svobodného pána Dubského z Vitíněvsi († po 1735), a syny Maxmiliána Antonína, Františka Oldřicha a Václava Františka, kteří společně zdědili Větrný Jeníkov a roku 1690 jej prodali. Největšího významu dosáhl František Oldřich (1671–1726), který se stal hejtmanem Čáslavského kraje a přísedícím při větších deskách zemských. Dne 15. dubna 1715 byl povýšen do starého rytířského stavu Království českého a obdržel svolení, aby se nadále psal jen Vltavský z Mannsschwertu (Wltawský von Mannschwerdt) nebo pouze z Mannschwertu (von Mannschwerdt). Roku 1697 koupil od bratrance Františka Václava Vesec a dále držel Přísečno, Uhrov, Ostružno, Borek, Pukšice, Lhotku, Podhořice, Spačice a Zbraslavice. Zemřel svobodný roku 1726, nejspíše jako poslední člen rodu.

## Erb
Erb tvoří dělený štít. V pravém červeném poli stojí voják u pasu s prázdnou pochvou, na hlavě černý klobouk s bílým chocholem na hlavě a dlouhými splývavými vlasy. Oděn je do žlutého koletu s bílým límcem a železným nákrčníkem, rukávy a kalhoty jsou broskvové barvy. Nad levým ramenem má červené polní označení se zlatými hroty, na nohou bílé holinky se zlatými ostruhami. Ve zdvižené pravé ruce drží meč se zlatým jílcem a záštitou, levici má zapřenu v bok. Levá polovina štítu je zlato-modře dělena. V horním poli stojí na železné dělové kouli černý korunovaný orel se zelenou palmovou ratolestí v zobáku, v dolním jsou tři zlaté hvězdy (1,2). Na štítě stojí korunovaná turnajská přílba s červeno-stříbrnými a černo-zlatými přikryvadly. Klenotem je voják ze štítu mezi černo-zlatě a červeno-stříbrně dělenými rohy.